# کارلو اخولم
کارلو اِکهُلم (به انگلیسی: Kaarlo Ekholm) ژیمناست زادهٔ ۷ دسامبر ۱۸۸۴ میلادی اهل کشور فنلاند است.